# Белвю (Айдахо)
Вижте пояснителната страница за други значения на Белвю.
Белвю (на английски: Bellevue) е град в окръг Блейн, щата Айдахо, САЩ. Белвю е с население от 1876 жители (2000) и обща площ от 3,1 km². Намира се на 1575 m надморска височина. ЗИП кодът му е 83313, а телефонният му код е 208.